# شهرستان رسین (ویسکانسین)
شهرستان رسین، ویسکانسین (به انگلیسی: Racine County, Wisconsin) یک سکونتگاه مسکونی در ایالات متحده آمریکا است که در ویسکانسین واقع شده‌است.

## خصوصیات
شهرستان رسین ۲٬۰۵۱٫۲۸ کیلومترمربع مساحت دارد.